# Reveln, Luleå kommun
Reveln, även kallad Rutviksreveln, är en småort i Nederluleå socken i Luleå kommun. Orten är belägen efter gamla riks-13, (Haparandavägen) mellan Luleå stad och Rutvik, cirka 3 km norr om stadsdelen Porsön och strax norr om Sellingssundet.
Namnet Reveln kommer av att platsen under medeltiden var en ö (revel) i fjärden som ledde in till dåvarande Luleå (Gammelstad) och Rutvik. Landhöjningen har sedermera gjort att Reveln, liksom många andra öar runt Luleälvens mynning, blivit delar av fastlandet.